# Palmgam
Palmgam (Gypohierax angolensis) är en hök som förekommer i oljepalmskogar och på savann i tropiska Afrika. Den lever till största delen av fruktkött från oljepalmer och Raphia australis. Internationella naturvårdsunionen IUCN listar beståndet som livskraftigt.

## Utseende
Palmgamen är en distinkt fågel som adult. Det är en av de minsta arterna av gamla världens gamar. Den mäter 58 till 65 cm, har ett vingspann på 135 till 155 cm och väger 1,3–1,8 kg. Den är helt vit utöver de svarta partierna på vingarna och stjärten. Den är fjäderlös runt ögonen där huden är röd. Som juvenil har den brun fjäderdräkt, med delvis svarta vingar och huden runt ögat är gul. Den anlägger adult fjäderdräkt efter 3–4 år.
I flykten liknar denna art en örn mer än en typisk gam, och den kan förflytta sig långa sträckor genom aktiv flykt varför den inte är beroende av termik. Med vita dräkt och svarta ving- och stjärtfjädrar, kan den förväxlas med skrikfiskörn och smutsgam, men saknar den kastanjebruna kroppen på den förre och den vita stjärten på den senare.
Könen är nästan identiska till utseendet, med honan är något större än hanen.

## Utbredning och systematik
Fågeln förekommer i oljepalmskogar och på savann i tropiska Afrika. Den placeras som ensam art i släktet Gypohierax och behandlas som monotypisk, det vill säga att den inte delas in i några underarter. Dess närmaste släktingar är klätterhökarna i Polyboroides, smutsgam och lammgam.

## Föda
Den livnär sig huvudsakligen på det fettrika fruktköttet från oljepalmer och Raphia australis som kompletteras med dadlar och andra frukter. Dessa frukter utgör mer än 60% av den adulta fågelns diet och mer än 90% av juvenilens. Den livnär sig även på krabbor, både från sötvatten och saltvatten, blötdjur, grodor, fisk, gräshoppor, små däggdjur, samt reptilers ägg och ungar, och det är känt att den stundom har attackerat fjäderfä och äter as.

## Status
Arten har ett rätt stort utbredningsområde och beståndet anses stabilt. Internationella naturvårdsunionen IUCN listar den därför som livskraftig (LC).